# Buck Buchanan (football américain)
Pour les articles homonymes, voir Buck Buchanan et Buchanan.
College Football Hall of Fame 1996
Pro Football Hall of Fame 1990
(en) Statistiques sur pro-football-reference
Buck Buchanan (né le 10 septembre 1940 à Gainesville, Alabama - mort le 16 juillet 1992 à Kansas City, Missouri) d'un cancer du poumon, est un joueur américain de football américain ayant évolué au poste de Defensive tackle. Il a remporté le Super Bowl IV avec les Chiefs de Kansas City où il évolue entre 1963 et 1975 en National Football League. Buchanan fait partie de la promotion 1990 du Pro Football Hall of Fame et de la promotion 1996 du College Football Hall of Fame.